# Christian Alexander Albrecht Carl von der Schulenburg
Christian Alexander Albrecht Carl Graf von der Schulenburg (geb. 25. Oktober 1773 in Blumberg; gest. 31. Januar 1850) war ein preußischer Offizier und Landrat.

## Leben und Herkunft

Stammwappen derer von der Schulenburg

Christian Alexander Albrecht Carl von der Schulenburg war Angehöriger des Adelsgeschlechts Schulenburg. Er war der Sohn von Alexander Friedrich Georg von der Schulenburg (1745–1790), preußischer Staatsminister und Erbherr auf Blumberg, Habighorst und Feuerschützbostel. Seine Mutter war Elisabeth Amalie Charlotte (1749–1813), Tochter des preußischen Ministers Karl Wilhelm Graf Finck von Finckenstein (1714–1800). Christian Alexander besuchte zunächst ab 1790 die Ritterakademie in Brandenburg an der Havel. Im Anschluss trat er in die preußische Armee ein, wo er 1791 Offizier wurde. 1794 machte er als Inspektions-Adjutant beim General Prinz zu Hohenlohe die Schlacht bei Szczekociny mit, wofür er mit dem Orden Pour le Mérite ausgezeichnet wurde. 1799 wurde er von seinem Militärdienst verabschiedet. Zwischen 1821 und 1825 amtierte er in der Nachfolge von Friedrich Ludwig von Vernezobre als Landrat im Landkreis Oberbarnim. 1825 wurde er Direktor der Kurmärkischen Landfeuersozietät, sowie Direktor der Hauptritterschaft der Kur- und Neumark.

## Persönliches
Christian Alexander Albrecht Carl von der Schulenburg erbte die Güter Blumberg und Habighorst, veräußerte sie im Jahr 1812 und erwarb dafür das Gut Trampe, das er zu einem Majorat machte. Er war seit dem 25. November 1800 in Preititz mit Henriette Auguste (1780–1855), Tochter des sächsischen Generals Rudolf von Ziegler und Klipphausen, verheiratet.
Die Kinder aus dieser Ehe waren:
1. Alexander Eduard (* 22. August 1803 in Trampe), Landrat im Landkreis Niederbarnim von 1830 bis 1834
2. Friedrich Gustav Alexander (* 17. Juni 1811), früh verstorben
3. Therese Henriette (* 27. Februar 1813 in Berlin; † 1835), 1831 vermählt mit Wilhelm Freiherr von Paleska
4. Clementine Henriette (* 2. Juli 1814 in Trampe), heiratete 1837 ihren Schwager Wilhelm Freiherr von Paleska
5. Bernhard Alexander (* 21. November 1815 in Trampe), preußischer Leutnant im 2. Garde-Infanterie-Regiment
6. Otto Gustav Alexander (* 28. Juni 1817 in Trampe), diente ebenfalls im 2. Garde-Infanterie-Regiment